# Alvar Kraft
Karl Alvar Fredrik Kraft, född 19 september 1901 i Stockholm, död där 28 september 1959, var en svensk musiker och kompositör.

## Biografi
Kraft började som kapellmästare på Mosebacke 1924 och var under flera år även kapellmästare på Södra teatern och Riksteatern. Han är framförallt känd för musiken till en rad spelfilmer, främst med Edvard Persson. Bland hans över 400 film- och schlagermelodier märks de av Edvard Persson framförda Jag har bott vid en landsväg, En fattig trubadur och Klockorna i Gamla stan. 
Sedan år 2005 utdelar Föreningen Svenska Tonsättare årligen musikstipendier till Alvar Krafts minne.
Alvar Kraft är begravd på Skogskyrkogården i Stockholm. Han var från 1933 gift med skådespelaren Bullan Weijden (1901–1969).

## Filmmusik
- 1940 – Blyge Anton
- 1940 – En sjöman till häst
- 1941 – Soliga Solberg
- 1942 – Sol över Klara
- 1942 – Stinsen på Lyckås
- 1943 – Livet på landet
- 1944 – När seklet var ungt
- 1945 – Den glade skräddaren
- 1946 – Klockorna i Gamla Sta'n
- 1947 – Jens Månsson i Amerika
- 1948 – Vart hjärta har sin saga
- 1956 – Krut och kärlek

## Filmografi skådespelare
- 1940 – En sjöman till häst
- 1941 – Soliga Solberg